# Phoebe macrocarpa
Phoebe macrocarpa là loài thực vật có hoa trong họ Nguyệt quế. Loài này được C.Y. Wu miêu tả khoa học đầu tiên năm 1957.